# Емануил Попдимитров
 Тази статия е за българския писател от Западните покрайнини.  За българския общественик и писател от Македония, вижте Емануил Попдимитров (общественик).  
Емануил Попдимитров Попзахариев е български поет, философ, литературен критик, писател и общественик.

## Биография
Емануил Попдимитров е роден на 23 октомври 1885 година в село Груинци, Босилеградско. Завършва Кюстендилското педагогическо училище в 1904 г. В периода 1904 – 1906 г. е учител в селата Долни Коритен и Долна Лисина, Босилеградско.
Като студент по философия (от 1906) е изключен от Софийския университет заради участие в освиркването на цар Фердинанд I при откриването на Народния театър на 3 януари 1907 г.
Записва литература в Монпелие, Франция (1907). Завършва философия и литература във Фрибурския университет, Швейцария (1912).
Учителства в Лом и Хасково (1912 – 1914). Участва в Първата световна война като преводач на Южния (Солунски) фронт, и в Главната квартира на армията в Кюстендил.
След войната се установява в Кюстендил (до 1923), преподавайки френски език в Кюстендилската гимназия и философия във Висшия педагогически курс.
През 1923 г. заедно със семейството си се установява в София. Частен доцент (1923 – 1943) в Катедрата по сравнително литературознание на Софийския университет. 

## Обществена дейност
В периода след Деветоюнския преврат, до Деветнадесетомайския, Емануил Попдимитров, като българин, роден и израсъл в Западните покрайнини, развива активна дейност в защита на правата на гражданите от български произход в Кралството на сърби, хървати и словенци.
Националистическият натиск за сърбизиране на българското население край границата след Ньойския договор най-напред се посреща с пасивна съпротива, а след известно време (към края на земеделското управление на Стамболийски) отпора придобива организиран характер. На 15 и 16 юни 1924 г. временният Върховен комитет за бежанците свиква в София първата конференция на бежанските дружества от Цариброд, Босилеград и Трънско. С това се поставят основите на една легална организация, която успява да включи в редовете си почти всички бежанци от Западните покрайнини, развивайки мащабна политическа дейност в България и Западна Европа. Организацията издава вестниците „Западни покрайнини“ и „Западно ехо“, имайки 68 дружества с над 3000 членове. Освен пропагандната си дейност за ревизия на Ньойския договор, организацията се грижи и за настаняване на бежанците от Западните покрайнини.
Организацията постига най-значимите успехи под председателството на Емануил Попдимитров. На Петия конгрес на малцинствата, организиран от Обществото на народите през месец май 1929 г. в Женева, въпреки противодействието на югославската делегация да не бъде допуснат български представител в залата Емануил Попдимитров успява да се пребори за правото на съвещателен глас, запознавайки участниците в конгреса с положението на българите в Западните покрайнини. Попдимитров, като българин от Западните покрайнини, предоставя на делегатите карти и статистически данни за българския произход на населението от областта. Произнасяйки реч по темата за родния си край, и с подкрепата на руската, унгарската, еврейската и делегацията на испанските каталонци, успява да постигне значим успех – конгресът фактически признава съществуването на българско малцинство в Югославия, приемайки Върховния комитет за бежанците и Емануил Попдимитров в качеството му на председател за представители на българското малцинство в Югославия (факт, който Югославия и нейната дипломация упорито отказват да признаят). Благодарение на личните качества и заслуги на Емануил Попдимитров, Върховният комитет за бежанците се превръща в субект на международното право. На следващия ден на конгреса в Женева Емануил Попдимитров прави изложение за Западните покрайнини и пред провеждащия се паралелен конгрес на журналистите от европейските малцинства. Организира лични срещи и провежда разговори с редица видни политически фигури и журналисти. Международния успех на Емануил Попдимитров и ръководената от него организация подтиква външния министър на България, Атанас Буров, да повдигне въпроса за българското малцинство в Югославия пред Обществото на народите на 11 септември 1929 г.
Впоследствие Върховният комитет за бежанците редовно е канен на европейските конгреси на малцинствата, като дори и когато организацията вече не съществува (след Деветнадесетомайския преврат), Емануил Попдимитров е канен в лично качество да присъства на форумите. През 1933 г. на такъв форум Попдимитров произнася бляскава реч в защита на правата на българите в Югославия. Издава книги за Западните покрайнини на немски и английски език.
Под ръководството на Емануил Попдимитров към Върховния комитет на бежанците е създаден Научен институт „Западни покрайнини“, включващ 44 известни имена на българската наука и изкуство, като Стилиян Чилингиров, Тихомир Павлов, проф. Анастас Иширков, проф. Йордан Иванов, проф. Стефан Младенов, проф. Георги Генов, Александър Теодоров-Балан и други. Целите на института са да събира и опазва материали за българския характер на населението от Западните покрайнини. 

## Творчество
За пръв път печата стихове през 1907 г. в сп. „Художник“. Сътрудничи на списанията „Демократически преглед“, „Художник“, „Съвременна илюстрация“, „Факел“, „Звено“, „Хризантеми“, „Слънце“, „Везни“, „Огнище“, „Парнас“, „Наши дни“, „Хиперион“, „Чернозем“, „Ек“, „Пламък“, „Българска мисъл“, „Съдба“, „Предел“, на вестниците „Развигор“, „Светлоструй“, „Литературен глас“, „Час“, „Литературен живот“ и др.
Твори във всички литературни жанрове – лирика, лиро-епически поеми, художествена проза, драматургия, литературна теория и критика. Създава произведения за деца – стихове, поемки, приказки, „драматични поеми“.
Автор е на философски студии. Философските му възгледи са формирани под влиянието на Артур Шопенхауер, Фридрих Ницше, Йоханес Ремке и главно на Анри Бергсон. Допринася за изграждането на българската философска култура не чрез самобитни идеи, а чрез рецепцията на модерни за времето в Европа философски теории. Пръв в България прави системен анализ на Бергсоновите естетически възгледи (кн. „Естетиката на Бергсона“). Определя Бергсоновата теория за интуицията като неовитализъм и своеобразен естетизъм, а интуицията – като познание „от естетически разред“, в което вижда корените на символизма (студията „Философски предпоставки на символизма“ – Философски преглед, 1929, № I). Редица статии на Емануил Попдимитров – „Бергсон. философия на интуицията“ (Хиперион, 1922, № 4 – 5), „Неовитализмът в съвременната натурфилософия“ (Хиперион, 1923, № 8 – 10) и най-вече книгата му за Бергсон го нареждат сред теоретиците – застъпници на българския символизъм. Естетическите му схващания, подобно на художествените му изяви, вибрират между апология на индивидуализма и символизма, и тяхното отрицание („Позив към българския писател“ – Огнище, 1919, № 2).
Най-безспорни са достиженията на Попдимитров като лирик. Той се утвърждава преди всичко със 17-те си „Женски портрети“ от стихосбирките „Сънят на любовта“ и „Песни“, и с пейзажните си стихотворения. Едновременно съзерцателен и витален, лиричният субект в стиховете му е устремен към по-висш духовен идеал, към висша хармония, която дири в природата и във вечната женственост. Поетът съчетава по своеобразен начин персоналистичната идея и поетиката на символизма с пантеистичен култ към природата и предпочитание към визуалното внушение. При него изобразителното начало е по-силно от музикалното. Това определя както специфичното място на Попдимитров сред българските символисти, така и непрестанните лъкатушения на поетиката му между романтично-символистичния и предметно-реалистичния художествен модел. Ранните му стихове (сб. „Юношески стихотворения“) са наивно романтични. Стихосбирките „Сънят на любовта“ и „Песни“ бележат еволюция към импресионистичен символизъм, изпъстрен с реалистични елементи. По-типични за поетиката на символизма са сб. „Плачущи върби“ и „Вечерни миражи“, макар и в тях да не стига до възможния предел на стилизация и символизация. Въпреки иносказанието образите му никога не загубват конкретния си план. След Първата световна война тенденцията към по-ярка предметност, отново подчинена на символни внушения, се засилва (сб. „Кораби“). Настъпилият след войната обрат в позицията на лиричния субект, отварянето му към динамиката на световните събития намира израз в една поетика, която споява елементи на символизма, експресионизма, футуризма и реализма (поемите „Чернозем“, „Народ“, „Обожествяване“, голямата лироепическа поема „Златни ниви и бойни полета“). Наученото от българския фолклор, чието присъствие се долавя още в ранните стихове на поета, се проявява все по-осезателно и директно. През 30-те г. Попдимитров стига до един неореализъм, обогатен както от символизма и от постсимволистичните авангардни течения, така и от българската народна поезия (стихосб. „Есенни пламъци“). Отличен познавач на френския символизъм и немския неоромантизъм, от които черпи уроци, Емануил Попдимитров през целия си творчески път се стреми да съчетае универсалното с родното. В края на 30-те г. като критик и като поет застава на подчертано гражданско-демократични позиции. Създава голямата „хумористична поема“ „В страната на розите“ – остра сатира срещу обществените пороци. Попдимитров е безспорен майстор на българския стих. В по-голямата част от творбите си (вкл. драмите и приказките) предпочита стихотворната форма.
В творчеството си за деца изпъква предимно като лирик (сб. „Иглики“, „Росни капки“, „Песни за малките“). Популярни са приказките му в стихове – „Цар Януари“, „Цар Салтан“ и др. Лиричния натюрел на Попдимитров проличава и в художествената му проза, където импресията преобладава не само като жанр, но и като стилистичен похват. Особено показателна в това отношение е автобиографичната му проза („Живот и блян“, „Дневникът на самотния“), а в известна степен и романът му „Пред буря“. През 20-те и 30-те г. събира и обработва народни песни. Като литературен теоретик допринася не само за изясняване естетиката на модернизма (предимно на символизма), но е и сред първите задълбочени изследователи на българския стих.
Емануил Попдимитров е полиглот и преводач, владеещ доста езици – сръбски, френски, немски, италиански, руски, норвежки, турски, унгарски, румънски, латински, еврейски и др. Превежда и издава на съвременен български език основни произведения на старобългарската литература (антол. „Глас от дълбините“). Превежда „Крал Хенрих четвърти“ от Уилям Шекспир (1908), „Песен за камбаната“ от Фридрих Шилер (1930), „Апостолът“ от Шандор Петьофи (1946), както и творби на Йохан Волфганг фон Гьоте, Хайнрих Хайне, Фридрих Хьолдерлин, Новалис, Емил Верхарен, Морис Метерлинк, Артюр Рембо, Щефан Георге, Александър Пушкин, Михаил Лермонтов, Семьон Надсон, Ана Ахматова, Константин Балмонт и др. Издава студия за Хенрик Ибсен. Рисува (с молив и маслени бои) пейзажи и потрети.

## Посмъртно признание
Името на Емануил Попдимитров носи регионалната библиотека в Кюстендил,, както и улица в квартал „Витоша“ в София (Карта).

## Произведения
- Юношески стихотворения. 1904 – 1907. 1911 (1913);
- Маска. Романтична пиеса. 1912;
- Смъртта на скулптора. 1912;
- Сънят на любовта. 1912;
- Дневникът на самотния. 1904 – 1913. 1914 (1926, 1935);
- Песни. Трета стихотворна сбирка. 1914;
- Плачещи върби. Лирич. албум. Четвърта стихосбирка. 1914;
- Живот и блян. Разкази и стихопроза. 2 кн., 1919 – 1926 (1934, 1935);
- Вечерни миражи. Пета стихосбирка. 1920;
- Пред буря. Роман. 1921 (1935);
- Свободни стихове. Шеста стихосбирка. 1921;
- Знамена. Седма стихосбирка. 1922;
- Идилии. 1922;
- Стихове и песни. 1922
- Драматични поеми. Чатертон. Соломея. 1923 (1933);
- Драматични поеми. Йов. Смъртта на човека. Маска. Соломея. Фавни. 1923;
- Естетиката на Бергсона. 1923 (1938);
- Кораби. Стихове. 1923;
- Вселена. Десет поеми. 1924;
- Дъщерята на Йефтая. Трагедия. 1924;
- Ибсен и ибсенизмът в литературата. 1924;
- Френският символизъм. 1924;
- Воденичарката. Комедия-приказка. 1926 (1933);
- Драми на героичните борби. 1926;
- Иглики. 1926;
- Самодиви. Нар. песни. 1926 (1934);
- Пред дверите на любимата. Антология. 1927 (1943);
- Златна жътва. Втора книга стихове. 1928;
- Златни ниви и бойни полета. Поема. 1929 (1943);
- Песни за родната земя. 1929;
- Смях и присмех. Хумор и гротески. 1930 (1933);
- Росни капки. Стихове. 1931 (1938, 1947);
- Събрани съчинения. Т. 1 – 16. 1931 – 38;
- Преображение. Поема в 7 видения. 1932;
- Глас из дълбините. В храма на българското слово. 1933 (1943);
- Той не умира. Пиеса в 4 д. 1933;
- Есенни пламъци. 1935;
- Добри Войников. 1936;
- Цар Константин Асен Тих. 1937;
- Цар Самуил. Драм. хроника. 1937;
- Кочо Чистеменски. 1938 (1943);
- Росни капки. Стихове за деца. 1938;
- Философски предпоставки на символизма. 1938;
- Философски студии. 1938;
- Цар Януари. Приказки за деца. 1938;
- В страната на розите. Хумористична поема. 1939 (1943);
- Ботев като поет. 1941;
- Изследвания върху строежа на стиха с оглед към българската поезия. 1942;
- Купол. Избр. стихотворения. 1943;
- Росни капки. Избр. стихотворения за деца. 1947;
- Избрани произведения. Стихове и поеми. 1954;
- Песни за малките. 1959; Избрани произведения. 1962;
- Стихотворения. Поеми. 1978;
- Златни ниви и бойни полета. Стихотворения и поеми. 1985;
- Слънчова сестра. Стихотворения. 1988;
- Сънят на любовта. Лирика 2000

## За него
- Христо Дудевски, Емануил Попдимитров. София: Български писател, 1969, 104 с.
- Христо Дудевски (съставител), Емануил Попдимитров, Гьончо Белев и Николай Хрелков в спомените на съвременниците си. София: Български писател, 1971, 720 с.
- Катя Кузмова-Зографова, Интелектуалецът Емануил Попдимитров. София: Труд, 2001, 104 с.
- Ноеми Стоичкова (съставител), Емануил Попдимитров – критически прочити. Сборник по случай 120 години от рождението на твореца. София: Унив. изд. Св. Климент Охридски, 2007, 216 с.
- Цветана Георгиева, Емануил Попдимитров: Поезия и философия. София: Ан-Ди, 2010, 238 с.